# 至正新政
至正新政元朝末年元惠宗至正年间的改革措施。

## 背景
元惠宗在位初期，伯顏当政，倒行逆施，使元朝尽失民心。至元（1340年），元惠宗联合伯顏的侄子脱脱，发动政变，伯顏倒台。

## 脱脱更化
至正元年（1341年），脱脱上任，施行脱脱更化。主要内容包含恢复被伯顏废除的科举。大兴国子监。置宣文阁、恢复太庙四时祭及其他礼仪制度。平反冤狱。允许民间养马，减盐税。编辽史、金史、宋史。

## 元惠宗亲政
伯顏倒台后，元惠宗下令减少宫廷开支，裁减宫女、宦官，至正五年（1345年）十一月书成《至正条格》。隔年颁布，以完善法制；颁布举荐守令法，以加强廉政；下令举荐逸隐之士，以选拔人才。派遣使臣在各地巡行，考察地方发展状况，查办地方官员违法犯罪行为。裁减僧尼。

## 评价
至正新政虽然从一定程度上缓解了社会矛盾，但并未触及社会矛盾的核心土地兼并问题，也没有解决财政困难。因此没有能拯救元朝。

### 书籍
- 白寿彝著《中国通史》